# Denise (chanteuse)
Denise (de son vrai nom Heike Hielscher, née le 29 mars 1958 à Duisbourg) est une chanteuse allemande.

## Biographie
Elle commence sur scène à neuf ans. Elle étudie à la Fachhochschule la pédagogie sociale. Joachim Heider la découvre en tant que chanteuse et la fait produire dans le schlager. Elle sort en 1979 son premier disque en anglais en pleine vague disco. En 1982, elle participe à la sélection pour représenter l'Allemagne au concours Eurovision ; avec le titre Die Nacht der Lüge, elle termine quatrième. Son plus grand succès, Schenk mir keine Rosen, sort en 1983.
Denise est l'invitée d'émissions de télévision, comme le ZDF Hit-Parade ou Die Verflixte 7 présenté par Rudi Carrell. Avec Jürgen Renfordt, elle forme un duo pour interpréter Kein Wort zuviel, une reprise de Don’t Answer Me du groupe anglais The Alan Parsons Project. En 1987, elle retente la sélection pour le concours Eurovision et finit de nouveau quatrième avec Die Frau im Spiegel. Encore en 1987, il participe à l'ensemble vocal Wir für Euch (groupe) qui sort l'album Insel der Liebe.
Après des années d'absence, elle fait un retour sur scène en juin 2006.

## Discographie
Albums
- 1985: Schenk mir keine Rosen
- 1997: Momente (avec Johnny Bach)
- 1997: Gefühle der Nacht
- 2004: Wechsel der Gezeiten
- 2005: In the Mix Edition 1

Singles
- 1980: Er ging aus meinem Leben
- 1981: Geh zu ihr, du liebst nur sie
- 1982: Die Nacht der Lüge
- 1982: Ich tanz gern allein (Non succedera piu)
- 1983: Schenk mir keine Rosen
- 1984: Kein Wort zuviel (avec Jürgen Renfordt)
- 1984: Genug ist genug (Whatever I Do)
- 1985: Gold
- 1986: New York, New York
- 1986: Tango, Tango
- 1987: Die Frau im Spiegel
- 1987: Liebe ist viel mehr als ein Wort
- 1988: Du tust mir gut
- 1990: Uns gehört die Nacht
- 1990: Tiefer Süden
- 1991: Mal Astronaut sein
- 1997: Mi amor (avec Johnny Bach)
- 2001: Sehnsucht treibt mich in die Stadt

## Source de la traduction
- (de) Cet article est partiellement ou en totalité issu de l’article de Wikipédia en allemand intitulé « Denise (Sängerin) » (voir la liste des auteurs).